# Chris Heinrich
Christian Emanuel Heinrich, detto Chris (Filadelfia, 10 novembre 1977), è un ex cestista statunitense con cittadinanza tedesca.

## Carriera
Dopo aver svolto il periodo universitario negli Stati Uniti presso l'università di Saint Louis, Heinrich ha collezionato numerose esperienze europee: dapprima in Austria al St. Polten, poi in Polonia all'Old Spice Pruszkow, per disputare successivamente il campionato tedesco con il Würzburg.
Nel 2005-06 esordisce in Legadue con la maglia dell'Andrea Costa Imola mettendo a segno 6 punti e conquistando 6,7 rimbalzi a partita; la stagione seguente viene invece ingaggiato dalla Pepsi Caserta, con cui sfiora la promozione diretta in serie A partendo anche qui da titolare.
Nel campionato 2007-08 rimane per la terza volta consecutiva in Legadue accettando l'offerta dell'Edimes Pavia, producendo 7,5 punti e 5,5 rimbalzi a gara. A febbraio viene svincolato dalla società lombarda, e Heinrich troverà un accordo col Ciudad de Huelva per giocare nel campionato spagnolo LEB: non potrà però scendere in campo a causa di un ritardo di tesseramento.
Nell'estate 2008 si appresta a disputare la sua quarta stagione italiana firmando un contratto annuale con la Trenkwalder Reggio Emilia; qui ritrova Franco Marcelletti, già suo allenatore durante l'esperienza casertana. Nel dicembre perde però il posto in squadra a favore del franco-bulgaro Vasil "Vasco" Evtimov, salvo poi essere reintegrato proprio per sostituire Evtimov. Tuttavia Reggio Emilia ingaggia a febbraio l'americano Glen McGowan ed Heinrich si ritrova ancora ai margini della squadra, ma torna poi nuovamente a disposizione a marzo, dopo l'infortunio di Luca Infante.